# Алън Уорън
Майкъл Алън Уорън (на английски: Michael Allan Warren) е английски портретен фотограф, актьор и драматург, известен предимно с портретите на личности от висшето общество – британски благородници, политици, актьори и знаменитости. Творбите му включват портрети на Алек Дъглас-Хюм, Кари Грант, София Лорен, Чарлз III, Луис Маунтбатън и Лорънс Оливие.

## Кариера
Фотографската кариера на Уорън започва, когато е на 20 и играе в пиесата на Алън Бенет „Четиридесет години по-късно“ с Джон Гилгуд в театър „Аполо“ в Уест Енд. По това време Уорън купува на втора ръка първия си фотоапарат и започва да снима колегите си актьори. Първата му голяма задача е през 1969 г., когато неговият приятел Мики Диинз го моли да снима сватбата му с Джуди Гарланд, което бележи началото на кариерата на Уорън като професионален фотограф.
След това през кариерата си Уорън прави портрети на личности, включително много актьори, писатели, музиканти, политици и членове на британското кралско семейство. В началото на 80-те години на XX век Уорън се заема със задачата да снима всичките 30 британски херцози. Заедно с Ангъс Монтагю – 12-и херцог на Манчестър, основава Duke's Trust, благотворителна организация за деца в нужда. Уорън качва много снимки от своя архив в Общомедия.
В началото на 90-те Уорън цапочва да пише пиеси. Една от тях – „Дамата от Филимор Уок“ е режисирана от Франк Дънлоп и получава много добри отзиви от критиците.

### Портрети
- Дион Уоруик
- Ноъл Кауърд, 1972
- Салвадор Дали, 1972
- Глория Суонсън, 1972
- Брит Екланд, 1972
- Принц Чарлз, 1972